# Liste der Kulturdenkmale in Böhlen (Sachsen)

Wappen von Böhlen

In der Liste der Kulturdenkmale in Böhlen sind die Kulturdenkmale der sächsischen Stadt Böhlen verzeichnet, die bis April 2024 vom Landesamt für Denkmalpflege Sachsen erfasst wurden (ohne archäologische Kulturdenkmale). Die Anmerkungen sind zu beachten.
Diese Aufzählung ist eine Teilmenge der Liste der Kulturdenkmale im Landkreis Leipzig.

## Böhlen
| Bild           | Bezeichnung | Lage                                                     | Datierung | Beschreibung | ID       |
| -------------- | --- | -------------------------------------------------------- | --- | --- | -------- |
|                | Förderschule für Lernbehinderte | Ernst-Thälmann-Straße 2 (Karte)                          | Um 1955 | Gut erhaltener Bau der 1950er Jahre auf T-förmigem Grundriss, bau- und ortsgeschichtliche Bedeutung. Zweigeschossiger, breitgelagerter Bau in Massivbauweise, 11:3 Achsen, verputzt, Sandsteinelemente, traufständig, Walmdach mit Gaupen an der Traufseite, vor dem Eingang Mittelportikus mit Balkon auf vier Säulen, rückwärtig auf Mittelachse Anbau, elf Achsen mit Betonung der Mittelachse durch breite dreiteilige Fenster, als Schulbau der frühen DDR-Zeit in den typischen Formen der 1950er Jahre hat das Schulgebäude eine baugeschichtliche Bedeutung, zugleich verweist es auf die gesellschaftlichen Verhältnisse und die Entwicklung des Ortes in dieser Zeit, hierin besteht sein ortsgeschichtlicher Aussagewert. | 09258895 |
|                | Villa | Gauliser Straße 2 (Karte)                                | Um 1900 | Abwechslungsreich gestalteter Bau im Landhausstil um 1900, Klinkerfassade mit Holz- und Stuckelementen, bau- und ortsentwicklungsgeschichtliche Bedeutung. Eingeschossiger Bau mit ausgebautem Dachgeschoss, stark gegliederter Baukörper mit Risaliten, malerische Erscheinung durch Materialvielfalt, auskragendes Krüppelwalmdach, Sprengwerke an den Giebeln, reich geschnitzte Schwebegiebel, gelbe Klinkerfassade mit Gliederung in Stuck und grünen Klinkern, im oberen Bereich Zierfachwerk, reich gestalteter Wintergarten mit gotisierender Fenstergestaltung, original: Wintergarten, Haustür und Vordach, Villa entstand im Zusammenhang mit den wirtschaftlichen Aktivitäten des Leipziger Stadtrates Heinrich Dodel in diesem Randbereich Böhlens um 1900, die auf Gewerbe- und Industrieansiedlungen sowie die Anlegung einer Villenkolonie zielten, somit ist das Gebäude ein Zeugnis für die Ortsgeschichte, als charakteristischer Villenbau seiner Zeit erlangt es auch baugeschichtliche Bedeutung. | 09258920 |
| Weitere Bilder | Katholische Christus-König-Kirche mit Ausstattung                                                                                       | Jahnstraße 12 (Karte)                                    | Bezeichnet mit 1953 | Kirchenbau in den typischen Formen der 1950er Jahre, Architekt war Andreas Marquart aus Leipzig, architektur- und regionalgeschichtliche sowie künstlerische Bedeutung. Einschiffiger fünfjochiger Kirchenbau mit seitlich angebautem Turm, halbrunder Chorschluss, Schiff im Äußeren durch Blendbögen gegliedert, Chorapsis mit bandartiger Fensterreihung, hohe, von Segmentbogen überfangene Portalnische mit Sandstein verkleidet, Sakristeianbau, die Stein für den Kirchenbau größtenteils aus den devastierten Dörfern der Umgebung gekauft, Kirchenbau dokumentiert die Tendenzen im Kirchenbau der 1950er Jahre unter den Verhältnissen der DDR-Geschichte, trotz widriger ökonomischer und gesellschaftspolitischer Bedingungen jener Zeit gelang für die Bauaufgabe eine gestalterisch überzeugende Lösung, hierin begründet sich der architekturgeschichtliche und künstlerische Wert des Kirchengebäudes, außerdem zeugt er von der Bevölkerungsentwicklung in der Region, die schon seit 1900 durch den Zuzug katholischer Arbeiter, meist aus Schlesien und Polen, geprägt war, die Zuwanderung stand in Verbindung mit der Entwicklung der Braunkohlenindustrie in der Region, somit verweist die Kirche auf wichtige regionalgeschichtliche Aspekte. | 09258914 |
| Weitere Bilder | Friedhof Böhlen (Sachgesamtheit) | Karl-Bartelmann-Straße (Karte)                           | Um 1925 | Sachgesamtheit Friedhof Böhlen, mit Kapelle, zwei unbekannten Grabmalen und Grabstein Curt Haferkorn als Einzeldenkmale (09258898) sowie Einfriedung, Kriegsgräbern und gärtnerischer Friedhofsgestaltung (Gartendenkmal); bau- und ortsgeschichtlich von Bedeutung | 09303034 |
| Weitere Bilder | Kapelle, zwei unbekannte Grabmale und Grabstein Curt Haferkorn (Einzeldenkmale der Sachgesamtheit 09303034)                             | Karl-Bartelmann-Straße (Karte)                           | Spätes 19. Jahrhundert (Grabmale); 1929 (Friedhofskapelle); 1932 (Grabstein)                                                   | Einzeldenkmale der Sachgesamtheit Friedhof Böhlen; gut erhaltene Friedhofskapelle im expressionistischen Stil, bau- und ortsgeschichtlich von Bedeutung. - Friedhofskapelle: in expressionistischen Formen, Walmdach, Dachreiter aus Kupfer, runde schiffsbreite Apsis mit steilen kämpferlosen Spitzbogenfenstern, seitlicher Anbau mit zwei Laubenvorbauten, Spitzbogenarkaden in Klinkerbauweise, abgetrepptes spitzbogiges Westportal, alle Fensteröffnungen mit Klinkereinfassung, architektonisch anspruchsvolles Beispiel einer Friedhofskapelle der 1920 Jahre, das die Umsetzung dieser speziellen Bauaufgabe in jener Zeit dokumentiert, somit besteht ein baugeschichtlicher Aussagewert, damit verbunden zeugt der Bau von der Trauer- und Bestattungskultur in der Vergangenheit, ortsgeschichtliche Aussagekraft hat die Kapelle als Bestandteil der Sachgesamtheit Friedhof Böhlen - zwei unbekannte Grabmale nördlich und südlich der Kapelle: älter als der Friedhof, ursprünglicher Standort unbekannt, typische Grabmalsform des späten 19. Jahrhunderts mit Baustumpf über Grottensockel, in Sandstein ausgeführt, Urnengekrönung des südlichen Grabmals jünger, Zeugnisse der Grabmalgestaltung ihrer Entstehungszeit - Grabstein Curt Haferkorn (1878–1932): Marmor, Reliefdarstellung Pferdegespann vor Pflug, Art-déco-Formen, der ansprechend gestaltete Stein Dokument für die Grabkultur der Zeit um 1930, zudem verweist er auf die Anfangszeit des 1929 neu angelegten Friedhofs - Einfriedung aus Klinkern | 09258898 |
|                | Doppelwohnhaus | Karl-Bartelmann-Straße 8, 10 (Karte)                     | Um 1905 | Im Wesentlichen original erhaltener Bau der Zeit um 1900, Putzfassaden mit Steinelementen und Blendfachwerk, ortsentwicklungs- und baugeschichtliche Bedeutung. Zweigeschossiger, symmetrisch gegliederter Baukörper, zehn Achsen, massiv, verputzt, Walmdach mit Gaupen, Betonung der Ecken durch Seitenrisalite, diese in den Giebeln mit Zierfachwerk versehen, Erdgeschoss insgesamt mit Putzquadrierung, Obergeschossfenster Putzfassade und Fensterrahmungen mit Stuckierungen und Verdachungen, Risalitgiebel offenliegendes Fachwerk, zwei Dachhäuschen, Obergeschoss, originale Fenster, Haustür mit Klinke, Treppenhaus, Wohnungstüren, Bodenfliesen; Zeugnis der Entwicklung Böhlens von Dorf zur Stadt, die schon Jahrzehnte vor Aufschluss des Tagebaues und der Ansiedlung der Sächsischen Werke AG einsetzte, damit ortsentwicklungsgeschichtlicher Aussagewert, als typischer Vertreter eines kleinstädtischen Mietshauses seiner Entstehungszeit auch baugeschichtlich von Interesse. | 09258900 |
|                | Wohnhaus (mit drei Eingängen) in offener Bebauung                                                                                       | Karl-Bartelmann-Straße 31, 33, 35 (Karte)                | Um 1940 | Ortstypische Bebauung mit originalen Details, Naturstein und Putzfassade, ortsentwicklungs- und baugeschichtliche Bedeutung. Dreigeschossiger, langgestreckter Baukörper, 15 Achsen, bestehend aus drei Hausabschnitten, drei Treppenhäuser mit Eingängen aus Natursteingewänden, Walmdach, verputzte Fassaden über Natursteinsockel, Eingänge und Treppenhauslanzettfenster mit rundbogigen Natursteinrahmungen, querrechteckige Fenster, originale Haustür, Treppenhaus, Außen-WC-Türen; im Zuge des Ausbaues des Industriestandortes Böhlen zum Industriekomplex ab 1935 entstanden im Ort in großer Zahl Werkswohnungen, der Wohnblock Karl-Bartelmann-Straße 31, 33, 35 gehört zu den wenigen dieser Wohnbauten, die im historischen Bestand und Erscheinungsbild erhalten sind, daraus ergibt sich seine Aussagefähigkeit für einen bedeutenden Abschnitt der Ortsgeschichte, als typisches Beispiel für den Wohnungsbau der NS-Zeit hat er auch baugeschichtlichen Dokumentationswert. | 09258903 |
| Weitere Bilder | Christophorus-Kirche mit Ausstattung, Kirchhof mit einigen Grabmalen                                                                    | Karl-Marx-Straße (Karte)                                 | 17. Jahrhundert (Kirche); wohl spätes 16. Jahrhundert (Empore); bezeichnet mit 1613 (Taufe); um 1650 (Kanzel); um 1680 (Altar) | Geschichtliche, städtebauliche und künstlerische Bedeutung. Saalkirche mit eingezogenem, gerade geschlossenem Chor und mit schiffsbreitem rechteckigen Westturm mit Satteldach (Querwestturm), Ziegelbau, verputzt, im Kern romanisch, Spitzbogenfenster, Umgestaltung von Saal und Chor im frühen 17. Jahrhundert Saal und Chor, 1861 und 1904 durch Theodor Quentin erneuert und mit Anbauten versehen, Inneres flach gedeckt, rundbogiger Triumphbogen, Saal dreiseitig mit Emporen umgeben, auch an der Nordseite des Chores Empore. Hauptteile der Ausstattung aus dem 17. Jahrhundert: frühbarocker Kanzelaltar (um 1680), Kanzel (um 1650), Taufstein in Kelchform (bezeichnet mit 1613), Donati-Orgel, 1794. Außen fünf Grabsteine des 17. Jahrhunderts (Angehörige der Familie von Osterhausen): Inschriften in Kartuschen, teilweise figürliche Darstellungen und Wappen. Kirche bezeichnet den historischen Ortskern von Böhlen und prägt das Erscheinungsbild des Ortes entscheidend mit, deshalb von ortsgeschichtlicher und städtebaulicher Bedeutung, außerdem Zeugnis der Kirchenbaukunst verschiedener Jahrhunderte mit kunsthistorisch wertvoller Ausstattung, daher von künstlerischem Wert. | 09258907 |
| Weitere Bilder | Rathaus, ehemaliges Pächterhaus des Ritterguts Böhlen                                                                                   | Karl-Marx-Straße 5 (Karte)                               | 1902 | Gut erhaltener Bau der Jahrhundertwende von malerischer Gesamterscheinung, orts- und baugeschichtliche Bedeutung, wichtig für das Ortsbild. Zweigeschossiger Massivbau über Klinkersockel, 7-1-6 Achsen, verputzt, hohes Walmdach mit Schleppgaupen, platzseitig Mittelrisalit mit Sichtfachwerk im Giebel, Betonung der straßenseitigen Ecke durch verschieferter Erker, hochrechteckige Fenster im Erdgeschoss, Segmentbogenfenster im Obergeschoss, Bergarbeiterwappenrelief (gekreuzte Hämmer), originale Fenster, Innen: Treppenhaus und Türen original; errichtet als Pächterhaus des Rittergutes, seit 1928 als Rathaus genutzt, Bau durch den für die Architekturentwicklung nach 1900 typischen Reformstil geprägt, der eine bewusste Abkehr vom Historismus suchte, als charakteristischer Vertreter dieser Architekturströmung erlangt das Gebäude eine baugeschichtliche Bedeutung, die ortsgeschichtliche Aussagefähigkeit bezieht sich sowohl auf seine ursprüngliche Funktion als Pächterhaus des Ritterguts als auch auf seine spätere Nutzung als Rathaus, zudem ist der Bau wichtiger Bestandteil im Ortsbild. | 09258892 |
|                | Wohnhaus mit vier Eingängen in offener Bebauung (sogenanntes Kugelhaus)                                                                 | Karl-Marx-Straße 12, 14, 16, 18 (Karte)                  | 1928/1929 | Mit Tordurchfahrt, orts- und regionalgeschichtliche sowie städtebauliche Bedeutung. Der dreigeschossige Wohnblock (17-3 Achsen) ist breit gelagert und hat ein hohes Walmdach mit ausladendem Dachüberstand. Seine Fassaden tragen Rauputz. An den Schmalseiten sind Austritte angelegt. Von entscheidender Bedeutung für die Wirkung des Baues sind die Rundbogendurchfahrt in der Mitte und der spitze Dachreiter, durch dessen Kugelbekrönung das Gebäude den volkstümlichen Namen „Kugelhaus“ erhielt. Eine gestalterische Funktion hat auch der Klinkersockel, in den die Durchfahrt und die rückseitig gelegenen Hauseingänge rahmend eingeschlossen sind. Die Grünanlage, die sich vor dem Wohnblock ausbreitet, wurde mit dem Gebäude geplant und ausgeführt. Sie trägt zum städtebaulichen Wert des Wohnblocks in hohem Maße bei. traufständig, acht Schleppgauben, Zinkdachreiter, Klinkersockel, Tordurchfahrt mit Rundbogen aus Klinkern gemauert, originale Fensterläden an den Schmalseiten, Mittelrisalit mit horizontalen Putz-Klinker-Gliederungselementen; Das Gebäude ist ein bedeutendes Zeugnis für den Umgestaltungsprozess des Leipziger Südens zur Industrielandschaft, der auf Böhlen seit den 1920er Jahren starke Auswirkungen hatte. Es zeigt, wie es in diesem Prozess zur massenhaften Neuansiedlung von Arbeitskräften kam und wie sich die Bau- und Sozialstruktur der betreffenden Orte änderte. Aus diesem Grunde ist er sowohl orts- als auch regionalgeschichtlich bedeutsam. Seine nicht alltägliche architektonische Gestaltung hebt ihn über andere Wohnbauten, die in jener Epoche im Leipziger Südraum entstanden, heraus. Die besondere städtebauliche Stellung und Funktion, die der Wohnblock im Ortsbild hat, begründet ebenfalls seine Denkmalwürdigkeit. | 09258893 |
|                | Pfarrhaus mit Nebengebäude | Kirchgasse 12 (Karte)                                    | Bezeichnet mit 1796 (Pfarrhaus); um 1900 (Nebengebäude)                                                                        | Orts- und sozialgeschichtliche Bedeutung, wichtig für das Ortsbild. Pfarrhaus und Nebengebäude sind Teil der historischen Ortskernbebauung und gehören zu den wenigen erhaltenen baulichen Zeugnissen der dörflichen Vergangenheit von Böhlen, hieraus ergibt sich ein ortsgeschichtlicher Aussagewert, außerdem dokumentieren sie die Lebens- und Wirtschaftsverhältnisse eines Dorfpfarrers in früheren Zeiten, woraus ihre sozialgeschichtliche Bedeutung resultiert, insbesondere im Zusammenspiel mit der Kirche ist das Pfarrhaus auch wichtiger Bestandteil des Ortsbildes. - Pfarrhaus: zweigeschossiger Bau mit Krüppelwalmdach, 3-7 Achsen, Erdgeschoss und zugewandter Giebel massiv, verputzt, Obergeschoss in Fachwerk, verputzt und verbrettert, giebelständig, Dach mit Fledermausgaupen, Gebäude im Schlussstein (Keilstein) der Haustür datiert mit 1796, Windfangvorbau mit Schnitzereien um 1890, Nebengebäude, um 1900 errichtet, Massivbau über Bruchsteinsockel, verputzt, akzentuierende Verwendung von Klinkerelementen, Ladeluke zum Speicherboden - Schuppen: um 1900 Klinker- und Putzfassade, ein Geschoss, Segmentbogenfenster, Zwerchhäuschen mit Speichertür im Obergeschoss | 09258908 |
| Weitere Bilder | Kulturhaus und Kulturpark Böhlen (Sachgesamtheit)                                                                                       | Leipziger Straße 40 (Karte)                              | 1949–1952 | Sachgesamtheit Kulturhaus und Kulturpark Böhlen mit folgenden Einzeldenkmalen: Kulturhaus und Parkanlage mit Wasserbecken und Freilichtbühne sowie Otto-Grotewohl-Denkmal (09258894); erster Kulturpalast der DDR, bau-, kunst- und kulturgeschichtlich sowie zeitgeschichtlich von Bedeutung, Parkanlage Zeugnis der Gartenkunst der 1950er Jahre sowie als Werk des bedeutenden Landschaftsarchitekten Werner Bauch auch gartenkünstlerisch von Bedeutung. Mit der Errichtung des Kulturhauses Böhlen entstand eine großzügige Freiflächen- und Parkanlage (Kulturpark), die den Gesellschaftsbau gartenkünstlerisch umrahmt. Durch ihre funktionale und gestalterische Einheit bilden Gebäude und die umgebenden Grünanlagen eine Sachgesamtheit. Die Grünanlagen erstrecken sich in West-Ost-Richtung. Auf der Westseite des Kulturhauses (Zugangsbereich) bestehen sie aus Freiflächen, die ursprünglich aufwändig mit Rabatten ausgeschmückt waren. Auf der Ostseite breitet sich eine Parkanlage mit einem Wegesystem aus wassergebundener Decke aus. Baumgruppen und Solitärgehölze wechseln sich hier mit offenen Wiesenflächen ab und die Baumgruppen sind teils mit Sträuchern unterpflanzt. Die verwendeten Gehölze sind typisch für die 1950er Jahre (Eschen-Ahorn, Birken, Kiefern, Zieräpfel), ansonsten gibt es auch allgemein gebräuchliche Parkgehölze. Das Zentrum der Parkanlage wird durch ein rundes, jetzt bepflanztes Wasserbecken mit Natursteineinfassung (Korallenkalkstein) betont, umgeben von Trauerweiden und Sitzbänken in Nischen. Zur Ausstattung des Parks gehörte auch eine Freilichtbühne, die in ihrer Topographie sowie anhand von Einzelelementen noch erkennbar ist (Waschbetonstufen), die Sitzreihen aus Beton sind abgebaut und im Gelände gelagert. Neben der denkmalrelevanten Bedeutung, die der Kulturpark im Zusammenhang mit dem Kulturhaus hat, eignet ihm einen hohen Zeugniswert für die Gartenkunst der 1950er Jahre allgemein. | 09303743 |
| Weitere Bilder | Kulturhaus und Parkanlage mit Wasserbecken und Freilichtbühne sowie Otto-Grotewohl-Denkmal (Einzeldenkmale der Sachgesamtheit 09303743) | Leipziger Straße 40 (Karte)                              | 1949–1952 (Kulturhaus); 1952 (Kulturpark); 1979 (Denkmal)                                                                      | Einzeldenkmale der Sachgesamtheit Kulturhaus und Kulturpark Böhlen; erster Kulturpalast der DDR, bau- und kulturgeschichtlich von Bedeutung, Parkanlage Zeugnis der Gartenkunst der 1950er Jahre sowie als Werk des bedeutenden Landschaftsarchitekten Werner Bauch auch gartenkünstlerisch von Bedeutung. Zweigeschossige Anlage, bestehend aus Mittelbau mit großem und kleinem Saal sowie zwei flankierenden Flügelbauten, der Mittelbau, der gegen die Flügel etwas zurückspringt, an der Eingangsseite großzügig mit sechs Glastüren und hohen Fenstern geöffnet, links und rechts davon kleinere Seiteneingänge mit Reliefs über den Seiteneingängen des Mittelbaus, Darstellungen von Komödie und Tragödie, die abgerundeten, ebenfalls verglasten Ecken der jeweils achtachsigen Flügelbauten vermitteln zwischen diesem und dem Haupttrakt, originale Fenstergitter im Erdgeschossbereich. Inneres unter Berücksichtigung des historischen Zustandes modernisiert, großer Saal (Theatersaal) einst mit 985 Plätzen (nach Brand 2002 in Anlehnung an ursprüngliche Gestaltung erneuert, heute 765 Plätze), kleiner Saal 150 Plätze. Das auf Initiative des sowjetischen Generaldirektors des SAG Betriebes Böhlen entstandene Kulturhaus war der erste Bau seiner Art in der DDR, mit dem Kulturpalast sollte für das stark belastete Industrierevier ein geistig-kulturelles Zentrum entstehen, die Umsetzung des Vorhabens wurde von höchsten Regierungsstellen geleitet, als Inkunabel eines speziellen, für die Bau- und Gesellschaftsgeschichte der DDR charakteristischen Bautyps hat das Kulturhaus Böhlen eine bau- und kulturgeschichtliche Bedeutung, die weit über den regionalen Rahmen hinausreicht. Mit der Errichtung des Kulturhauses Böhlen entstand eine großzügige Freiflächen- und Parkanlage (Kulturpark), die den Gesellschaftsbau gartenkünstlerisch umrahmt. Der Entwurf stammt von dem bedeutenden Landschaftsarchitekten Werner Bauch, der auch als Professor der Landschaftsarchitektur an der TH Dresden lehrte. Durch ihre funktionale und gestalterische Einheit bilden Gebäude und die umgebenden Grünanlagen eine Sachgesamtheit. Die Grünanlagen erstrecken sich in West-Ost-Richtung und beziehen sich in ihrer Gestaltung auf die Mittelachse des Gebäudes. Die auf der Westseite des Kulturhauses (Zugangsbereich) liegenden Freiflächen, waren ursprünglich aufwändig mit Rabatten ausgeschmückt. Auf der Ostseite breitet sich die großzügige Parkanlage aus. Baumgruppen und Solitärgehölze wechseln sich hier mit offenen Wiesenflächen ab und die Baumgruppen sind teils mit Sträuchern unterpflanzt. Viele der verwendeten Gehölze sind typisch für die 1950er Jahre (Eschen-Ahorn, Birken, Kiefern, Zier-Äpfel), darüber hinaus gibt es auch allgemein gebräuchliche Parkgehölze. Das Zentrum der Parkanlage wird durch ein rundes, jetzt bepflanztes Wasserbecken mit Natursteineinfassung (Korallenkalkstein) betont, umgeben von Trauerweiden und Sitzbänken in Nischen. Zur Ausstattung des Parks gehörte auch eine Freilichtbühne, die in ihrer Topographie sowie anhand von Einzelelementen noch erkennbar ist (Waschbetonstufen); die Sitzreihen aus Beton sind abgebaut und im Gelände gelagert. Neben der denkmalrelevanten Bedeutung, die der Kulturpark im Zusammenhang mit dem Kulturhaus hat, eignet ihm ein hoher Zeugniswert für die Gartenkunst der 1950er Jahre allgemein. Als Werk des Werner Bauchs ist er außerdem gartenkünstlerisch von Bedeutung. | 09258894 |
|                | Schulgebäude aus verschiedenen Gebäudetrakten (Pestalozzischule)                                                                        | Lessingstraße 1 (Karte)                                  | 1925–1927 | Gut erhaltener Schulbau im expressionistischen Stil, Klinker-Putz-Fassade, Architekt: Friedrich Rötschke (im Architekturbüro Emil Högg und Friedrich Rötschke), bau-, sozial- und ortsentwicklungsgeschichtlicher Wert. Zweigeschossiges, mehrflügliges Gebäude, Massivbau, rechter Flügel Eingang mit breitem Treppenaufgang, verputzt über Klinkersockel, Walmdächer, Hauptbau auf der Westseite mit Eingang (nördliche Schmalseite) und Uhrenrtürmchen (Dachreiter mit Uhr), die gestuften Wangen der Freitreppe zum Eingang und die Türrahmung in Klinker ausgeführt, zwischen Haupttrakt und Turnhalle (linker Flügel) auf der Ostseite Verbindungsbau, dieser hofseitig mit Spitzarkaden geöffnet, Mitteltrakt rückwärtig zu Schulhof, Laube aus steilem kämpferlosen Spitzbogen, rechter Flügel langgestreckter Verbindungsbau zu rückwärtigem Gebäude am Schulhof: Zwei Geschosse, acht Achsen, Dachhäuschen, alle Trakte mit teils starken Überformungen. Haupttrakt 1930 nach Süden um vier Klassenzimmer erweitert, 1936–1938 weiterer Erweiterungsbau auf der Südseite über winkligem Grundriss. Bei der Pestalozzischule handelt es sich um ein für die 1920er Jahre typisches und gut gestaltetes Beispiel für die Bauaufgabe Schule, hieraus ergibt sich dessen baugeschichtliche Bedeutung, zudem besteht ein Zeugniswert für das Bauschaffen Friedrich Rötschkes, der im Baugeschehen seiner Zeit (auch durch seine Verbindung mit Emil Högg) wohl eine beachtenswerte Rolle spielte, anhand des Gebäudes sind Bezüge zum Bildungswesen der Zeit der Weimarer Republik und des Nationalsozialismus herzustellen, woraus die sozialgeschichtliche Bedeutung resultiert, schließlich verweist es auch auf die in jenen Jahren sich vollziehende Entwicklung Böhlens vom Dorf zum Industrieort. | 09258899 |
| Weitere Bilder | Ehemalige Beamtenwohnhäuser der A. S. W. Böhlen (Sachgesamtheit)                                                                        | Platz des Friedens 1, 2, 3, 4, 5, 6, 7, 8, 9, 11 (Karte) | Um 1925 | Sachgesamtheit Ehemalige Beamtenwohnhäuser der A. S. W. Böhlen, bestehend aus fünf Doppelwohnhäusern (keine Einzeldenkmale); gruppiert um eine Platzanlage auf dem ehemaligen Gelände des Ritterguts, ansprechende Bauten in traditioneller Gestaltung der 1920er Jahre, ortsentwicklungsgeschichtliche Bedeutung. Doppelhäuser, errichtet auf dem ehem. Rittergutsgelände, durch die Ausrichtung auf eine kleine Platzanlage Ensemblewirkung, zweigeschossige Bauten, Fassaden verputzt, Belebung des Platzfronten durch seitlich angeordnete Standerker, diese mit akzentuierender Gliederung durch Gesimse, wichtig für das Erscheinungsbild Fensterläden (nicht mehr überall vorhanden), Walmdächer mit Gaupen, dokumentieren die in den 1920er Jahren beginnende, tiefgreifende Entwicklung Böhlens vom Dorf zur Werksstadt, wichtiger Bestandteil des Ortsbildes im Umfeld von Rathaus und alter Dorfkirche; je zwei Geschosse, 6-2 Achsen, zwei polygonale Erker, Walmdach, vier Fledermausgauben, teils schon sehr stark überformt, teils originale Fenster mit Fensterläden. | 09258906 |

## Gaulis
| Bild                                    | Bezeichnung                                       | Lage                  | Datierung | Beschreibung | ID       |
| --------------------------------------- | ------------------------------------------------- | --------------------- | --------- | --- | -------- |
|                                         | Denkmal für die Gefallenen des Ersten Weltkrieges | Dorfstraße (Karte)    | Nach 1918 | Geschichtliche Bedeutung. Grob behauener Basaltlavamonolith mit eingravierter Namenstafel, Stahlhelmrelief, Inschrift „1914–1918 Unseren auf den Felde der Ehre Gefallenen, gewidmet von der dankbaren Gemeinde Gaulis“, verweist auf das geschichtliche Ereignis Erster Weltkrieg unter Bezug auf die persönlichen Schicksale der Dorfbewohner von Gaulis, somit von allgemein geschichtlicher und ortsgeschichtlicher Bedeutung. | 09259053 |
| Direkt Bild zu diesem Denkmal hochladen | Scheune eines Vierseithofes                       | Dorfstraße 16 (Karte) | Um 1840   | Fachwerkbau, Teil der historischen Ortsbebauung, orts- und baugeschichtliche Bedeutung. - Scheune: in Fachwerk errichtet, bildet Nordseite der Hofanlage, Satteldach, eines der wenigen, weitgehend original erhaltenen Zeugnisse der historischen Bebauung von Gaulis, deshalb von ortsgeschichtlicher Bedeutung, zudem Dokument zur ländlichen Bau- und Lebensweise früherer Zeiten in der Region, hierdurch baugeschichtlicher Wert Wohnhaus, zwei Seitengebäude und Toranlage 2011 gestrichen: - Wohnhaus: zwei Geschosse, 2:4 Achsen, traufständig, Putzfassade, Längsscheune, offenliegendes Fachwerk - zwei Stallgebäude: je zwei Geschosse, um 1900                                                                                        | 09259051 |
| Direkt Bild zu diesem Denkmal hochladen | Wohnstallhaus eines ehemaligen Vierseithofes      | Mühlenweg 2 (Karte)   | Um 1800   | Traditioneller Fachwerkbau der Zeit um 1800, orts- und baugeschichtliche Bedeutung. Zweigeschossiger, giebelständiger Bau, zwei Achsen, Erdgeschoss massiv in Bruchstein, teils auch Ziegel, Obergeschoss größtenteils Fachwerk (Obergeschoss und Giebel vermutlich Fachwerk verputzt), zweirieglig, charakteristisch die Stiele in den Gefachen unter den Fenstern, hinterer Gebäudeteil, ehem. Stall und Futterboden, vollständig massiv in Ziegel, Krüppelwalmdach, auf der Ostseite jüngere Abseite in Massivbauweise, eines der letzten, in seiner ursprünglichen Form erhaltenen Bauernhäuser in Gaulis, somit Zeugniswert für die frühere bäuerliche Bau- und Wirtschaftsweise am Ort und in der Region, außerdem wichtig für das Ortsbild. | 09259054 |

## Großdeuben
| Bild                                    | Bezeichnung | Lage                                                       | Datierung | Beschreibung | ID       |
| --------------------------------------- | --- | ---------------------------------------------------------- | --- | --- | -------- |
| Weitere Bilder                          | Villa sowie Nebengebäude und Toreinfahrt                                                                                     | Hauptstraße 2 (Karte)                                      | Um 1900 | Gebäude im Schweizerstil, schmiedeeisernes Tor, bau- und ortsentwicklungsgeschichtliche Bedeutung. - Villa: zweigeschossiger, asymmetrisch gegliederter Bau, Erdgeschoss verputzt, hölzerne Fensterläden, Obergeschoss holzvertäfelt/verbrettert, Satteldach, für den Schweizerstil typische Sägebrettverzierungen, Eingang mit ausgeschmücktem Vorhäuschen, bauzeitlich, alte Fenster, verziertes Gesims - Nebengebäude (ehemaliges Kutscherhaus): zweigeschossiger Putzbau, Satteldach, und Toranlage mit schmiedeeisernen Flügeln Zeugnis der mit dem späten 19. Jahrhundert einsetzenden baulichen Entwicklung Großdeubens zum Vorort von Leipzig, Teil der damals entstehenden, das Ortsbild wesentlich prägenden Villenbebauung, dadurch ortsentwicklungsgeschichtlicher Aussagewert, als typisches Beispiel des Villenbaus seiner Entstehungszeit auch baugeschichtlich von Bedeutung. | 08970679 |
| Direkt Bild zu diesem Denkmal hochladen | Villa, Nebengebäude und Toreinfahrt                                                                                          | Hauptstraße 3 (Karte)                                      | Um 1896 | Außerordentlich qualitätvoll gestalteter Bau mit zahlreichen original erhaltenen Details, aufwändige Toranlage mit schmiedeeisernen Torflügeln, baugeschichtlicher, ortsentwicklungsgeschichtlicher und künstlerische Bedeutung. Herausragendes Beispiel der seit dem späten 19. Jahrhundert in Großdeuben entstandenen Villenbebauung, damit Dokument für die Ortsentwicklungsgeschichte, die in der Entstehungszeit des Villenanwesens von der Wandlung des Dorfes zum Vorort Leipzigs geprägt war, baugeschichtliche und künstlerische Bedeutung erlangt der Bau mit seinen Nebenanlagen durch die architektonische Umsetzung der Bauaufgabe, gekennzeichnet durch ein hohes Maß von Anspruch und Qualität. - Villa: zweigeschossiger Bau mit bewegtem Grund- und Aufriss, anspruchsvolle Ausprägung, Klinkerfassade mit Sandsteinelementen, weit überstehende Satteldächer, zwischen Seitenrisaliten der Ostseite (Hauptfront) Loggia, darüber Balkon mit schmiedeeisernem Geländer, am südlichen Seitenrisalit kunstvolle Balkongestaltung in Holzwerk, auf der Nordseite Treppenhausanbau, dessen Giebel mit hölzernem Sprengwerk, neue Fenster (originale Größe), alter Dachstuhl, Biberschwanzdeckung, Fachwerk mit Lehmausfachung - Toranlage: mit gebänderten Pfosten und schweren Bekrönungen (nicht vollständig erhalten), Torflügel kunstvolle Schmiedearbeiten - Nebengebäude: ursprünglich wohl Kutscherhaus, eingeschossiger Bau von malerischer Erscheinung, Seitenrisalit mit Zierfachwerk im Giebel, Loggia aus profiliertem Holzwerk, an der Schmalseite aufwändige Gaupe | 08970682 |
| Weitere Bilder                          | Wohnhaus mit Nebengebäude | Hauptstraße 6 (Karte)                                      | Um 1890 | Schlichter Putzbau mit sparsamen Stuckdekor, ortsentwicklungs- und baugeschichtliche Bedeutung. Zweigeschossiges Gebäude über L-förmigen Grundriss, Natursteinsockel, darüber Ziegelmauerwerk, verputzt, Segmentbogenfenster mit schlichten Putzrahmungen, Sohlbänke in Stein, im Erdgeschoss Fensterläden, an Sohlbänken und Traufe Stuckdekor in klassizistischen Formen, Hauseingang hofseitig mit hölzernem Vorhäuschen, rückwärtig niedrigerer Anbau mit profilierten Tür- und Fenstergewänden in Naturstein, Bekrönung der Tür mit Inschrift „A. Landgraf 18..“, Teil der Villenbebauung von Großdeuben, dokumentiert die Ortsentwicklung vom Dorf zum Vorort von Leipzig, durch die schlichte Ausprägung hier gerade der Landhauscharakter und die damit verbundene Vorstellung vom ruhigen Landleben jenseits des Großstadtgetriebes besonders betont, in diesem Sinne verkörpert der Bau auch einen augeschichtlichen Aussagewert. drei Achsen, Fenster alt, Eierstabfries an der Traufe, Reste von schlichter Putzgliederung, Bruchsteinsockel. | 08970675 |
| Weitere Bilder                          | Villa | Hauptstraße 7 (Karte)                                      | 1888 (laut Inschrift) | Stattlicher, späthistoristischer Bau am Ortseingang, ortsentwicklungs- und baugeschichtliche Bedeutung. Zweigeschossiger, asymmetrischer Bau, Putzfassaden über Bruchsteinsockel, Gliederung durch Gesimse und Eckquaderung bzw. Ecklisenen, weit überstehendes Satteldach, in den Giebeln Sprengwerk, an der Hauptseite Wintergarten in Holz, Teil der seit dem späten 19. Jahrhundert in Großdeuben entstehenden Villenkolonien, somit Zeugnis der Ortsentwicklung vom Dorf zum Vorort von Leipzig, als charakteristischer Villenbau seiner Entstehungszeit auch baugeschichtliches Dokument. schlichte Putzgliederung, Fenster alt, teilweise Winterfenster, Schwebegiebel, originale Haustür. | 08970680 |
| Direkt Bild zu diesem Denkmal hochladen | Villa | Hauptstraße 10 (Karte)                                     | Bezeichnet mit 1902 | Stattlicher Späthistorismusbau mit zahlreichen originalen Details, ortsentwicklungs- und baugeschichtliche Bedeutung. Zweigeschossiger Bau von malerischer Gesamterscheinung, asymmetrisch gestalteter Aufriss, Eckturm mit geschweifter Haube und aufwändigem Traufschmuck in Holz, Seitenrisalite, in deren Giebeln Holzwerk im Schweizerstil, Walmdach, Gliederung der Putzfassaden eher schlicht, im Innern wandfeste Originalausstattung aus der Erbauungszeit: u. a. gemusterte Fußbodenfliesen, Stuck und Bleiglasfenster im Treppenhaus, alte Biberschwanzdeckung, verzierte Firststeine, Fenster alt, Klinkersockel, Windfang, originale Haustür mit Klinke Objekt ist Teil der seit dem späten 19. Jahrhundert in Großdeuben entstandenen Villenbebauung, dokumentiert die Entwicklung des Orts vom Dorf zum Leipziger Vorort, in dem sich gehobene Schichten der nahen Großstadt ansiedelten, hier ein Leipziger Kaufmann, zudem gutes Beispiel für Anspruch und Qualität im Villenbau seiner Entstehungszeit, damit auch baugeschichtliche Bedeutung. | 08970669 |
| Direkt Bild zu diesem Denkmal hochladen | Villa mit Einfriedung | Hauptstraße 17 (Karte)                                     | Um 1895 | Aufwändig gestalteter Bau mit Putz-Klinker-Fassade und schönem Schwebegiebel, ortsentwicklungs- und baugeschichtliche Bedeutung. Der um 1895 entstandenen Villenbau (Fenster überwiegend neu, leicht verändert, neue Dachziegel) ist zweigeschossig und asymmetrisch gegliedert. Die Straßenfront wird von einem Seitenrisalit akzentuiert, diesem ist ein Standerker vorgelagert, der ursprünglich einen Balkon trug. An der südlichen Giebelseite befindet sich eine Veranda. Dem Gebäude eignet in zeittypischer Weise eine malerische Gesamterscheinung. Dazu trägt wesentlich die abwechslungsreiche Putz-Klinker-Gliederung der Fassaden und die aufwändige Gestaltung der weit überstehenden Dächer bei. Im Dachbereich fällt besonders der schöne Schwebegiebel am Mittelrisalit auf. Die Villa ist Teil einer jener Villenkolonien, die im späten 19. Jahrhundert in Großdeuben entstanden, damit ist sie Zeugnis eines wichtigen ortsgeschichtlichen Entwicklungsprozesses, der zur tiefgreifenden Umwandlung des einstigen Dorfes zum Villenvorort im stadtnahen Umland Leipzigs führte. Zur ortsentwicklungsgeschichtlichen Bedeutung der Villa tritt der Aussagewert für die Bau- und Sozialgeschichte im Allgemeinen. Das Gebäude spiegelt das Form- und Stilempfinden im Villenbau der Zeit um 1900 wider und dokumentiert dabei die Lebensansprüche bzw. -verhältnisse damaliger gehobener Bevölkerungsschichten, die das Landleben in seinen Annehmlichkeiten suchten. | 08970678 |
|                                         | Villa, Gartenhäuschen und Einfriedung                                                                                        | Hauptstraße 19 (Karte)                                     | Bezeichnet mit 1891 | Reich gestalteter, späthistoristischer Villenbau mit vielgliedriger Dachlandschaft und Klinkerfassade, aufwändige Einfriedung mit schmiedeeisernen Zaunsfeldern und Torflügeln, ortsentwicklungs- und baugeschichtliche Bedeutung. Zweigeschossiger Bau mit Eckturm und Risaliten, Fassaden mit gelben Klinkern verkleidet und mit typischen Zierformen des Klinkerbaus gegliedert (Zinnen- und Zahnfriese), Giebel der Risalite verbrettert, Traufe des Turms ebenfalls mit Schmuckwerk in Holz, flaches Walmdach, Einfriedung, bestehend aus massiven Pfosten und schmiedeeisernen Zaunsfeldern und Torflügeln, weitgehend im Originalzustand erhalten, eines der besten Beispiele für Zubehör dieser Art am Ort, Villenanwesen ist Teil der seit dem späten 19. Jahrhundert in Großdeuben entstandenen Villenbebauung, dokumentiert die Entwicklung des Orts vom Dorf zum Leipziger Vorort, deshalb von ortsentwicklungsgeschichtlicher Bedeutung, als charakteristischer Vertreter der späthistoristischen Villenarchitektur auch baugeschichtlich von Interesse. Dachgeschoss teilweise verbrettert, Klinkergliederung, schönes Gesperre. | 08970674 |
| Direkt Bild zu diesem Denkmal hochladen | Villa | Hauptstraße 23 (Karte)                                     | 1890/1895 | Repräsentativer Villenbau mit zahlreichen original erhaltenen Details, Fassaden teils verputzt, teils verklinkert, ortsentwicklungs- und baugeschichtliche Bedeutung. Zweigeschossiger, kubisch wirkender Bau, Erdgeschoss verputzt, Obergeschoss roter Klinker, dieses auch durch aufwändigere Fensterrahmungen als Beletage gekennzeichnet, Walmdach, auf der Ostseite stattlicher Treppenhausturm, auf der Nordseite Seitenrisalit mit Sprengwerk im Giebel, Fenster original, alte Haustür mit Klinke, Schwebegiebel, bezeichnet als Nummer „I“, im Treppenhaus Farbverglasung, zweigeschossige Loggia der Westseite wohl jüngerer Anbau, Schmuckelemente zeigen ein für den Späthistorismus typisches Gemisch von renaissancistischen und barockisierenden Formen, Gebäude gehört zu der seit dem späten 19. Jahrhundert in Großdeuben entstandenen Villenbebauung, somit ist es ein Dokument für die Entwicklung des Orts vom Dorf zum Leipziger Vorort, als typischer Villenbau des Späthistorismus hat es auch einen baugeschichtlichen Aussagewert. | 08970673 |
|                                         | Villa mit Toreinfahrt und Einfriedung                                                                                        | Hauptstraße 25 (Karte)                                     | 1900 | Stattliche und qualitätvoll gestaltete Villa mit Bleiglasfenstern im Windfang, ortsentwicklungs- und baugeschichtliche Bedeutung. Zweigeschossiger Bau mit asymmetrischer Grund- und Aufrissgestaltung, Putzfassaden mit akzentuierenden Gliederungen, im Giebel des straßenseitigen Risalits kleiner Fachwerkerker, Fachwerk im Dachgeschoss, jüngst saniert, Erker an Giebelseite, Hauseingang über Freitreppe zu erreichen, Vorhaus mit Bleiglasfenstern, Bau insgesamt durch Landhaus- und Jugendstil geprägt, aufwändig gestaltete Einfriedung mit Eisenpfosten und geschmiedeten Zaunsfeldern, an der Einfahrt massive Pfeiler und schmiedeeiserne Torflügel, Villenanwesen wichtiger Bestandteil der Villenbebauung von Großdeuben, die auf die Entwicklung des Ortes vom Dorf zum vornehmen Vorort von Leipzig zurückgeht, damit hat das Objekt ortsentwicklungsgeschichtlichen Zeugniswert, als Werk des namhaften Leipziger Architekturbüros Händel & Franke mit entsprechenden gestalterischen Qualitäten gehört es überdies zu den herausgehobenen Beispielen des Bautypus Villa in Großdeuben und darüber hinaus, wodurch ihm auch eine wichtige baugeschichtliche Bedeutung zukommt. | 08970676 |
|                                         | Villa | Hauptstraße 29 (Karte)                                     | Bezeichnet mit 1891 | Stattliche Villa in aufwändiger neobarocker Gestaltung, ortsentwicklungs- und baugeschichtliche Bedeutung. Zweigeschossiger Bau, verputzt über Natursteinsockel, Mansarddach, reiche Fassadengliederung in Formen des Neubarocks, Treppenhausturm mit Spitzhelm und Laterne, am Turm Kartusche mit Datierung 1891, auf der südlichen Seite kastenförmiger Standerker, darüber Balkon mit Balustrade, alte Haustür, Portalvorbau mit Ecksäule, aufwendige Fensterbekrönungen, Fenster neu, wichtiger Bestandteil der Villenbebauung von Großdeuben, die auf die Entwicklung des Ortes vom Dorf zum vornehmen Vorort von Leipzig zurückgeht, damit verkörpert der Bau einen ortsentwicklungsgeschichtlichen Zeugniswert, aufgrund seiner reichen Architektur gehört das Objekt zu den herausgehobenen Beispielen des späthistoristischen Villentyps in Großdeuben und darüber hinaus, wodurch ihm auch eine wichtige baugeschichtliche Bedeutung zukommt. | 08970668 |
| Direkt Bild zu diesem Denkmal hochladen | Villa | Hauptstraße 31 (Karte)                                     | Um 1895 | kubischer Bau in Formen der Neurenaissance, ortsentwicklungs- und baugeschichtliche Bedeutung. Zweigeschossiger Bau, massiv, verputzt, Bruchsteinsockel mit Natursteingesims, sparsame Gliederung durch Sohlbankgesimse, ansonsten Fassadenschmuck auf Fensterrahmungen konzentriert, diese teils mit geraden, teils Dreiecksverdachungen versehen, profiliertes Traufgesims, flaches Walmdach, Zeugnis der Ortsentwicklung zum Dorf zum Vorort, der renaissancistisch geprägte Bau vertritt den klassischen Villentypus, in dieser klaren Ausprägung unter den Villenbauten von Großdeuben Besonderheit, somit wichtige baugeschichtliche Bedeutung. | 08970716 |
| Direkt Bild zu diesem Denkmal hochladen | Villa | Hauptstraße 35, 37 (Karte)                                 | 1895/1900 | Repräsentative, abwechslungsreich gestaltete Villa des Späthistorismus in gutem Originalzustand, ortsentwicklungs- und baugeschichtliche Bedeutung. Zweigeschossiger, malerisch gegliederter und ausgeschmückter Bau, Erdgeschoss verputzt, Obergeschoss in gelbem Klinker mit brauner Klinkerbänderung, Straßenfront mit Seitenrisalit und Wintergarten, an der Nordseite Treppenhausturm mit Spitzhelm, im Traufbereich Blendfachwerk, in den Giebeln Sprengwerk, in Dachzone teilweise Fachwerk, Balkon mit Balustrade, Fenster alt, Dach alt Dokument für die Ortsentwicklung vom Dorf zum Leipziger Vorort, deshalb ortsentwicklungsgeschichtlicher Aussagewert, als charakteristisches und qualitätvolles Beispiel der späthistoristischen Villenarchitektur auch baugeschichtlich von Bedeutung. | 08970667 |
|                                         | Villa | Hauptstraße 39 (Karte)                                     | 1895/1900 | Ansprechend gestaltetes Villengebäude in historistischen Formen, Obergeschoss verklinkert, ortsentwicklungs- und baugeschichtliche Bedeutung. Zweigeschossig, Erdgeschoss verputzt, Obergeschoss in roten Klinkern, profilierte verputzten Fensterrahmungen mit geraden und Dreiecksverdachungen rustizierten Ecken, Gebäudeecken im Obergeschoss mit Rustika, ebenso an der vorspringenden Mittelachse der Straßenfront, zur Straße hin seitlich angeordneter Wintergarten mit Austritt im Obergeschoss, Teil der Villenbebauung Großdeubens, die auf die Entwicklung des Dorfes zum Vorort von Leipzig zurückgeht, damit Dokument für wichtige Phase der Ortsentwicklunggeschichte, als typischer Villenbau des Späthistorismus auch baugeschichtlich von Interesse. | 08970666 |
| Weitere Bilder                          | Kirchlicher Friedhof Großdeuben: Friedhofskapelle und drei Grabmale (Schönberg, Nietzschmann, Barth)                         | Hauptstraße 50 (Karte)                                     | Um 1910 | Orts-, bau-, kultur- und personengeschichtlich von Bedeutung. - Friedhofskapelle: mit anschließender Gärtnerei (Bleiglasfenster, siehe Nummer 52), eingeschossiger Bau über kreuzförmigen Grundriss, massiv, verputzt, Natursteinsockel, Mansarddach, Mittelteil mit Saal überhöht, zum Friedhof dreiachsige Eingangsfront mit großem Giebel, bekrönt durch Kreuz, Haupteingang mit zweiflügliger, rundbogig geschlossener Tür, in den oberen Feldern der Tür sowie in allen Fenstern der Eingangsfront Bleiverglasung, seitlich des Mittelteils kurze Flügel, deren Dächer im oberen Teil abgewalmt, ansprechend gestalteter Bau mit den typischen Merkmalen des Reformstils der Zeit um 1910/15, deshalb von baugeschichtlichem Interesse, zugleich Zeugnis für die Ortsgeschichte, die umfassende bauliche Erweiterung Großdeubens seit der zweiten Hälfte des 19. Jahrhunderts erforderte auch eine Neuanlage des Friedhofs, zuvor war der Kirchhof der Katharinenkirche Begräbnisort - Friedhofsmauer mit Grabstätten vom Anfang des 20. Jahrhunderts und schmiedeeiserne Einfriedung - Grabmal der Familie Schömberg: klassizistisches Postamentgrabstein mit Vasenbekrönung, eingefasst durch schmiedeeisernes Gitter, qualitätvolles, gut erhaltenes Beispiel der Grabmalskultur seiner Entstehungszeit, damit von kulturgeschichtlicher Bedeutung - Grabstätte Baumeister Kurt Nietzschmann (1880–1961): dreigeteiltes Wandgrabmal mit Inschriftentafeln, Kurt Nietzschmann war als Baumeister für das Baugeschehen im Ort und darüber hinaus in den mittleren Jahrzehnten des 20. Jahrhunderts von Bedeutung, hieraus ergibt sich der persongeschichtliche Wert der Grabstätte - Grabstätte des Kantors Dietrich Barth (1927–1986): Wandgrabmal, angelegt 1927, Bogennische mit Pilastern und figurengeschmücktem Schlussstein (Putten), im Nischenfeld schwarze, polierte Inschriftenplatten, als seitliche Rahmung kurze, bossierte Pfeiler mit Abdeckplatten, Füllhörner vermitteln zwischen diesen und dem Bogen in der Mitte, zeittypisch ist die Materialmischung, die dem Grabmal einen besonderen ästhetischen Reiz verleiht, Barth trat durch Lehre und Komposition kirchenmusikalisch hervor, wodurch sein Grabmal eine personengeschichtliche Bedeutung erlangt, als charakteristisches Beispiel der Grabmalskunst der 1920er Jahre hat es auch kulturgeschichtlichen Wert | 08970658 |
| Weitere Bilder                          | Rittergut Großdeuben (Sachgesamtheit)                                                                                        | Hauptstraße 52, 52a, 54 (Wiesenstraße 12, 14) (Karte)      | 19. Jahrhundert | Sachgesamtheit Rittergut Großdeuben mit folgenden Einzeldenkmalen: Herrenhaus (Wiesenstraße 14), Torhaus (Wiesenstraße 12), Parktor (Hauptstraße 54) (09304589 und 09303625), ehemaliges Kutscherhaus, Gärtnerhaus (08970717) und Gutspark (Gartendenkmal) sowie Erdkeller als Sachgesamtheitsteil; im Ursprung barocke Anlage, heute zum Teil durch spätere Überformungen geprägt, bau-, orts-, sozial- und kulturgeschichtlich von Bedeutung, wichtiger Bestandteil im Ortsbild. - Parkanlage: im englischen Landschaftsstil mit neobarocken Formen, neobarocke Parktoranlage um 1900 - Erdkeller: mit Rundbogengewölbe, Notsicherung 1998 | 08970656 |
| Direkt Bild zu diesem Denkmal hochladen | Ehemaliges Kutscherhaus und Gärtnerhaus (Einzeldenkmale der Sachgesamtheit 08970656)                                         | Hauptstraße 52, 52a (Karte)                                | Um 1900 | Einzeldenkmale der Sachgesamtheit Rittergut Großdeuben; orts- und baugeschichtlich von Bedeutung. - ehemaliges Kutscherhaus mit Remise: zweigeschossiger Bau, Ziegelmauerwerk, verputzt, Walmdach, Treppenhaus mit Türmchen überhöht, Erdgeschoss ursprünglich als Pferdestall genutzt, Obergeschoss Kutscherwohnung, abgewandt Remise angebaut, einst dreitorig, über dem mittleren Tor Ladeluke für Heuboden, an beiden Gebäudeteilen Putzgliederungen im Sinne des Späthistorismus - ehemaliges Gärtnerhaus: eingeschossiger Bau, massiv, verputzt, Mansarddach, die ehem. dem Rittergutspark zugewandte Front (heute zum Friedhof weisend) mit Seitenrisalit, Fassadengestaltung durch schlichte Putzgliederungen (erneuert) Bei beiden Gebäuden bezieht sich der denkmalrelevante Aussagewert auf ihre ursprünglichen Zugehörigkeit zum Rittergut Großdeuben, sie veranschaulichen ein in der Vergangenheit für herrschaftliche Anlagen typisches funktionales Gefüge, als Beispiele ihrer Gebäudegattung aus der Zeit um 1900 sind sie auch bautypologisch von Interesse. | 08970717 |
| Weitere Bilder                          | Parktor (Einzeldenkmal der Sachgesamtheit 08970656)                                                                          | Hauptstraße 54 (Karte)                                     | Um 1900, schmiedeeiserne Torflügel 18. Jahrhundert                                                                        | Einzeldenkmal der Sachgesamtheit Rittergut Großdeuben; Parktor mit kunstvollen schmiedeeisernen Torflügeln, baugeschichtlich und künstlerisch von Bedeutung. Seitlich gemauerte Wangen, verputzt, mit Leutepforten (eine blind), Torpfosten, Schmuck- und Gliederungselemente in Naturstein, als Bekrönung der Torpfosten Kugelvasen, Toranlage in weiten Teilen erneuert, schmiedeeiserne Torflügel barocken Ursprungs. Der Denkmalwert der Toranlage ergibt sich zum einen aus der Zugehörigkeit zur Sachgesamtheit des ehemaligen Ritterguts Großdeuben (siehe hierzu das entsprechende Dokument), zum anderen ist sie für sich genommen ein herausgehobenes Beispiel ihrer Art, sie zeigt im Detail, wie einfühlsam und anspruchsvoll um 1900 die Erneuerung der barocken Anlage vorgenommen wurde. Hierdurch erlangt die Toranlage baugeschichtliche Bedeutung. Die wohl in Teilen barocken Torflügel sind zudem Zeugnisse der hohen Kunstfertigkeit des Schmiedhandwerks in der Vergangenheit, damit ist ihnen ein künstlerischer Wert zuzusprechen. | 09303625 |
| Weitere Bilder                          | Villa mit Toreinfahrt | Hauptstraße 60 (Karte)                                     | Um 1900 | Stattliche Villa des Späthistorismus, markante Lage im Ortsbild, ortsentwicklungs- und baugeschichtliche Bedeutung. Dokument der um 1900 einsetzenden, schnell fortschreitenden Entwicklung Probstdeubens zum Villenort, als typisches Beispiel des späthistoristischen Villenbaus auch baugeschichtlich von Bedeutung. - Villa: zweigeschossiger Bau von unregelmäßiger Grund- und Aufrissgestaltung, Putzbau über Bruchsteinsockel, Ecken durch Bossenquader betont, sich durchdringende Satteldächer mit Gaupen, Fenster mit profilierten Rahmungen, Eingang durch Portalvorbau mit Säulen hervorgehoben, Putzgliederung, Fenster und Dach neu, saniert - Toreinfahrt: aus drei Torpfeilern mit schmiedeeisernem Tor | 08970646 |
| Direkt Bild zu diesem Denkmal hochladen | Villa Pfeifer mit Nebengebäude und Resten einer Grotte                                                                       | Hauptstraße 62 (Karte)                                     | Um 1905 | Malerisch gestalteter Bau mit Jugendstilelementen, qualitätvolle Details (Farbglasfenster), ortsentwicklungs- und baugeschichtliche Bedeutung. - Villa: zweigeschossiger Bau, verputzt, Fassaden bereichert durch Klinkerelemente und Zierfachwerk, Mansarddach, zur Seite hin mit Schopf, Standerker an der Straßenfront, über dem Eingangsvorbau große Fenster mit jugendstiliger Bleiverglasung, innen originale Tür mit Supraporte, teilweise Fachwerk, neue Fenster, alte Biberschwanzdeckung, Fledermausgaube - Nebengebäude: Putzbau mit Vorbau in Fachwerk Objekt bezeugt die um 1900 beginnende Entwicklung Probstdeubens zum Villenort, als qualitätvoller Villenbau im Landhausstil auch von baugeschichtlichem Wert. | 08970672 |
| Direkt Bild zu diesem Denkmal hochladen | Villa | Hauptstraße 65 (Karte)                                     | 1895/1900 | Repräsentativ gestaltete Villa des Späthistorismus, Klinkerfassade mit Elementen in Holz und Stein, ortsentwicklungs- und baugeschichtliche Bedeutung. Zweigeschossiger, asymmetrisch gegliederter Bau, Bruchsteinsockel, darüber Fassaden in ledergelben Klinkern mit brauner Bänderung, Krüppelwalmdach, Turm und Seitenrisalit der Straßenfront mit Schwebegiebeln verziert, am Seitenrisalit kastenartiger Vorbau mit dreiteiligem Fenster, Fachwerk-Loggia, profilierte Fenstergewände, dokumentiert die Entwicklung Großdeubens zum Villenvorort von Leipzig, charakteristisches Beispiel der späthistoristischen Villenarchitektur, deshalb von ortsentwicklungs- und baugeschichtlichem Aussagewert. | 08970660 |
| Weitere Bilder                          | Ehemaliges Gemeindeamt Probstdeuben, heute Wohnhaus, mit Einfriedung                                                         | Hauptstraße 87 (Karte)                                     | Um 1925/1930 | Stattlicher Bau in den typischen, traditionalistischen Formen der 1920er Jahre, mit zahlreichen original erhaltenen Details, städtebaulich wichtige Lage, orts- und baugeschichtliche Bedeutung. Zweigeschossiger, breit gelagerter Bau (acht Achsen), dementsprechend horizontale Gliederung durch Gesimsbänder, hohes ausgebautes Mansarddach, äußeres Erscheinungsbild wesentlich durch große Giebel an den Straßenfronten geprägt, Hauseingang mit neubiedermeierlicher Türrahmung seitlich gelegen, alte Fenster, alter Biber, schlichte Putzgliederung, originale Eingangstür, Gebäude verweist auf die Geschichte Probstdeubens als eigenständige Gemeinde (bis 1934), hieraus ergibt sich der ortsgeschichtlicher Aussagewert, als Kommunalbau einer kleinen Ortschaft in zeittypischer und qualitätvoller Ausprägung auch bautypologisch von Bedeutung. | 08970645 |
| Direkt Bild zu diesem Denkmal hochladen | Mietshaus in offener Bebauung                                                                                                | Hauptstraße 91 (Karte)                                     | Um 1915 | Ansprechend gestalteter Wohnbau mit Merkmalen des Reformstils, straßenbildprägende Wirkung, ortsentwicklungsgeschichtliche Bedeutung. Zweigeschossiger, kubischer Baukörper, verputzt, Mansardwalmdach, Mitte der Straßenfront durch hohem Giebel betont, dazu Fenster des Obergeschosses leicht erkerartig vorspringend, Biberschwanzdeckung, ausgebautes Dach, Fenster fast alle original, entstellender Ladeneinbau. Veranschaulicht die Vorortentwicklung von Probstdeuben, wobei das ehemalige Dorf durch städtischen Bauformen ein neues Gepräge erhielt. | 08970719 |
| Direkt Bild zu diesem Denkmal hochladen | Doppelmietshaus in offener Bebauung                                                                                          | Hauptstraße 105, 107 (Karte)                               | Um 1900 | Putzbau mit Klinkerelementen, straßenbildprägendes Gebäude, ortsentwicklungsgeschichtliche Bedeutung. Zweigeschossiger Bau mit symmetrischer Fassadengestaltung (drei Achsen), verputzt über Ziegelsockel, horizontale Gliederung durch Gesimsbänder, Fensterrahmungen mit Klinkern, Seitenrisalite und Giebel der Schmalseiten mit Sprengwerk, an den Risaliten dazu kunstvolles Brettwerk, an Nummer 107 bauzeitliches Vorhäuschen in Holzwerk, entstellender Ladeneinbau, Schwebegiebel, neue Fenster, Zeugnis für die Entwicklung Probstdeubens zum Vorort, verbunden mit dem Eindringen städtischer Bauweise, deshalb von ortsentwicklungsgeschichtlichem Aussagewert. | 08970713 |
|                                         | Villa mit Toreinfahrt | Kantstraße 6 (Karte)                                       | 1910/1915 | Bau im Reformstil, malerisches Erscheinungsbild durch Materialvielfalt, ortsentwicklungs- und baugeschichtliche Bedeutung. Zweigeschossiger, asymmetrisch gestalteter Bau, massiv, Klinkersockel, darüber verputzt, Mansarddach, seitlicher Anbau von 1930 (ursprünglich mit Balkon, überformt), Pfeiler der Einfahrt gemauert, verputzt, Ziegelabdeckung, Fenster alt, Biberschwanzdeckung, vielgliedrige Dachlandschaft, WintergärtenTeil der Villenbebauung von Großdeuben, dokumentiert die Vorortentwicklung im frühen 20. Jahrhundert, als Villenbau mit den typischen Merkmalen des Reformstils auch bautypologisch von Interesse. | 08970695 |
|                                         | Doppelmietshaus in offener Bebauung                                                                                          | Kantstraße 10, 12 (Karte)                                  | Um 1900 | Repräsentatives Mietshaus (Putzfassade, Walmdach) in späthistoristischer Gestaltung, ortsentwicklungsgeschichtliche Bedeutung. Zweigeschossig, Putzfassaden über Klinkersockel, symmetrisch gegliedert, Seitenrisalite mit Putzdekor und Zierfachwerk im Giebelbereich, in den Rücklagen geohrte Putzfaschen als Hauptschmuck, je vier Achsen, Fenster bei Nummer 10 alt, bei Nummer 12 neu, schöne Jugendstilfensterrahmung, alte Biberschwanzdeckung, Nummer 10 Baugenehmigung denkmalgerechter Ausbau. Zeugnis für die im ausgehenden 19. Jahrhundert einsetzende Vorortentwicklung Großdeubens, Beispiel dafür, dass neben der Villenbebauung damals auch städtisch geprägte Mietshäuser entstanden, deshalb von ortsentwicklungsgeschichtlichem Aussagewert. | 08970696 |
| Weitere Bilder                          | Katharinenkirche mit Ausstattung und Kriegerdenkmal für die Gefallenen des Ersten Weltkrieges auf dem Kirchhof               | Kirchstraße 16 (Karte)                                     | Bezeichnet mit 1716 (Kirche); um 1520 (Schrein eines Schnitzaltars); 1716 (Kanzelaltar und Lesepult); nach 1775 (Grabmal) | Baugeschichtlich, ortsgeschichtlich und ortsbildprägend von Bedeutung. - Kirche: barocke Saalkirche, dreiseitiger Ostschluss, Fenster mit Mittelpfosten und Segmentbogen, auf der Nordseite zwei Logenanbauten, Westturm ohne eigenen Unterbau, zu seiner Stabilisierung 1906 Vorbau mit abgerundeten Ecken angefügt, der aus dem Dach heraustretende untere Turmteil viereckig, verputzt, darüber oktogonaler Aufsatz mit geschweifter Haube und Laterne, verschiefert, Sakristeianbau auf der Ostseite von 1888, Inneres mit dreiseitig umlaufenden Emporen, Kanzelaltar und Taufgestell aus der Erbauungszeit, Orgel mit reichem Schnitzwerk 1755 (Christian C. Friederici), ursprünglich in der Kirche von Cröbern, verschiedene Grabmale und Epitaphien des 17./18. Jahrhunderts, in der Sakristei spätgotischer Schnitzaltar, um 1520 (ehemals Kirche Zehmen), Madonnenfigur um 1490, 1716 nach Plänen von David Schatz, 1888 Restaurierung - Gefallenendenkmal: Naturstein, Postamentform, rustizierte Ecken, schwere Abdeckplatte mit Kreuz, an drei Seiten Inschriften mit metallenen Buchstaben, eine Seite mit ganzfigurigem Relief eines trauernden Soldaten, erinnert an das geschichtliche Ereignis Erster Weltkrieg in Verbindung mit den persönlichen Schicksalen der Einwohner von Großdeuben, somit von allgemein geschichtlicher und ortsgeschichtlicher Bedeutung | 08970691 |
|                                         | Mietshaus in Ecklage Kirchstraße                                                                                             | Martin-Luther-Straße 2 (Karte)                             | Um 1900 | Bau mit repräsentativer Putzgliederung im Umfeld der Katharinenkirche, ortsentwicklungsgeschichtliche Bedeutung. Zweigeschossig, massiv, Erdgeschoss mit Putznutung, Klinkersockel, darüber verputzt, Mansarddach, aufwändige Putzgliederung in typischen späthistoristischen Formen, auch jugendstiliger Einschlag, Fassaden rhythmisch unterteilt, über genuteten Putzstreifen im Erdgeschoss Pilaster im Obergeschoss, an beiden Fronten Risalite mit geschwungenen Giebeln, schöne Fensterbekrönung und Giebel, Fenster alt, Ecksituation durch verbrochenen Ecke betont, im Dach hier zweifenstrige Gaupe, Gebäude dokumentiert die Entwicklung des Ortskerns um 1900, durch städtisch geprägte Wohnbauten wie dieses Objekt veränderte sich das einst dörfliche Erscheinungsbild, wegen unmittelbarer Nachbarschaft zur Dorfkirche auch wichtig für das Ortsbild. | 08970692 |
|                                         | Mietshaus in halboffener Bebauung in Ecklage Hauptstraße                                                                     | Martin-Luther-Straße 8 (Karte)                             | Um 1900 | Mit Laden, sehr stattlicher und straßenbildprägender Jugendstilbau, ortsentwicklungsgeschichtliche Bedeutung. Zweigeschossiger Bau, verputzt über Klinkersockel, Mansarddach, Ecksituation durch turmartig Überhöhung und abschließende Giebel betont, Fassaden insgesamt mit aufwändiger Putzdekoration in späthistoristischen Formen versehen, aufwendige Putzgliederung mit Jugendstilfensterrahmung, Fenster teilweise alt, ausgebautes Dachgeschoss, dokumentiert die Entwicklung und Veränderung des Ortes um 1900, durch die markante Lage an der Hauptstraße auch wichtig für das Ortsbild. | 08970664 |
| Direkt Bild zu diesem Denkmal hochladen | Wäschemangel | Martin-Luther-Straße 13 (Karte)                            | 1928 | In einem rückwärtigen Nebengebäude, hauswirtschaftsgeschichtliche Bedeutung | 09306453 |
|                                         | Villa | Mittelstraße 1 (Karte)                                     | Um 1905 | Ansprechend gestaltete Villa mit schlichter Putzgliederung, bau- und ortsentwicklungsgeschichtliche Bedeutung. Zweigeschossiger, asymmetrisch gegliederter Bau, Mansarddach, schlichte Putzgliederung, Dachgestaltung des Eckturms wohl nachträglich reduziert, im Innern Ausstattungselemente aus der Erbauungszeit wie Fußbodenfliesen des Eingangsbereiches, Treppenhausfenster mit Bleiverglasung, teilweise alte Fenster, Biberschwanzdeckung, ehemals wohl seitlicher Turmaufbau, u. ä., Gebäude ist Teil der um 1900 in Probstdeuben entstehenden Villenbebauung, somit ist es Zeugnis der Ortsentwicklungsgeschichte, zudem dokumentiert das Objekt allgemeine Tendenzen im Villenbau seiner Zeit und steht für das Schaffen des in Markkleeberg und Umgebung damals viel beschäftigten Architekten Hermann Fischer, hieraus ergibt sich die baugeschichtliche Bedeutung. | 08970649 |
|                                         | Villa | Mittelstraße 3 (Karte)                                     | 1904/1905 | Stattlicher Jugendstilbau mit kunstvollen Details, ortsentwicklungs- und baugeschichtliche Bedeutung. Zweigeschossiger Bau von malerischer Gesamterscheinung, Vor- und Rücksprünge in der Fassadengestaltung, hohes Walmdach, an der Straßenfront Seitenrisalit mit Fachwerkgiebel und schöner Rahmung der Erdgeschossfenster durch floralen Jugendstildekor, teilweise Bleiglasfenster, seitlich Loggia in aufwändiger Holzbauweise, Zeugnis für den Stand der Villenarchitektur um 1905, anspruchsvoll gestalteter Vertreter des sogenannten Landhausstils, deshalb von baugeschichtlichem Aussagewert, dieser besteht auch in Bezug auf das Schaffen des Architekten Hermann Fischer, der im frühen 20. Jahrhundert wesentlich an der baulichen Entwicklung der südlich von Leipzig gelegenen, sich zu Leipziger Vororten herausbildenden Dörfer beteiligt war, an den Aspekt der Vorortentwicklung knüpft sich die ortsentwicklungsgeschichtliche Bedeutung des Villengebäudes. | 08970651 |
|                                         | Villa | Mittelstraße 12 (Karte)                                    | 1910/1915 | Bau im Landhausstil mit zahlreichen originalen Details, ortsentwicklungs- und baugeschichtliche Bedeutung. Zweigeschossiger Bau mit ausgebautem Dachgeschoss, malerisch bewegter Grund- und Aufriss, kleiner Fachwerk-Anbau im Erdgeschoss, Bleiglasfenster (eventuell neu), Türen original, Schiefergiebel, alte Biberschwanzdeckung, Fledermausgaube, alte Blumenkastengitter aus Holz, zwei originale Jalousieblenden; Teil der Villenbebauung, die auf die Vorortentwicklung Probstdeubens zurückgeht, hieraus ortsentwicklungsgeschichtliche Bedeutung ableitbar, zudem baugeschichtliche Aussagefähigkeit zum Villenbau in der Region um 1910/15, der deutlich Einflüsse der Reformarchitektur und des Heimatstils erkennen lässt. | 08970653 |
|                                         | Schule mit angebautem Toilettenhaus                                                                                          | Schulstraße 6 (Karte)                                      | Bezeichnet mit 1907 | Stattlicher Bau mit hohem Mansarddach und repräsentativem Portal, orts- und sozialgeschichtliche Bedeutung. Zweigeschossiges Gebäude, bestehend aus giebelständigem Kopfbau und seitlichem Anbau auf der Nordseite, hohes ausgebautes Mansarddach, dadurch drittes Vollgeschoss, Gliederung der Fassade durch Lisenenrahmungen, ursprünglich rückwärtige Lagen wohl teilweise farbig abgesetzt, ausgebautes Dachgeschoss, originales Portal mit Eingangstür und Klinke, Fenster alt, Sandsteinsockel, Haupteingang im Süden mit kräftigen neubarocken Schmuckformen, im Giebelfeld der Rahmung Inschrift „ERBAUT 1907.“, auf der Rückseite bauzeitliches Toilettenhaus, durch Gang mit dem Schulgebäude verbunden Schulbau des frühen 20. Jahrhunderts in der für diese Zeit typischen Reformarchitektur, die durch den weitgehenden Verzicht auf die Formen des Historismus zugunsten einer monumentalisierenden und vereinfachenden Gestaltung charakterisiert ist, daraus ergibt sich die baugeschichtliche Bedeutung, zugleich besitzt das Gebäude einen Aussagewert zu den gesellschaftlichen Verhältnissen und zur Entwicklung des Ortes in jener Zeit. | 08970698 |
| Weitere Bilder                          | Lokbahnhof bestehend aus Lokschuppen mit angrenzender ehem. Wasserstation und Resten der Gleisanlagen (Lokbahnhof Gaschwitz) | Straße des Friedens 1 (Karte)                              | 1907 | Zeugnisse der Verkehrsgeschichte, zum Bahnhof Gaschwitz gehörig, der in der Vergangenheit für den regionalen Eisenbahnverkehr seit 1870 als Haltepunkt an der bereits 1842 eröffneten Strecke Leipzig–Altenburg und besonders als bedeutender Rangierbahnhof für Güterverkehr eine wichtige Rolle spielte, verkehrs- und technikgeschichtlich von Bedeutung. Klinkerbau, dreitorig, Satteldach, Dachkonstruktion im Innern von Holzstützen getragen, an der Südseite viergeschossiges Funktionsgebäude (wahrscheinlich Stellwerk) angebaut, stichbogige Fenster, oberstes Geschoss durch Putzgliederung hervorgehoben, flach geneigtes Satteldach. In Verbindung mit Bahnhof Gaschwitz (Markkleeberg, 09256740) stehend, der in der Vergangenheit für den regionalen Eisenbahnverkehr seit 1870 als Haltepunkt an der bereits 1842 eröffneten Strecke Leipzig–Altenburg und besonders als bedeutender Rangierbahnhof für Güterverkehr eine wichtige Rolle spielte (1874 Eröffnung der Strecke Gaschwitz–Meuselwitz, 1879 Gaschwitz–Plagwitz), zum verkehrsgeschichtlichen Aussagewert tritt die technikgeschichtliche Bedeutung als Dokument zum Stand der Eisenbahnentwicklung um 1900. | 08970722 |
| Weitere Bilder                          | Methodistische Friedenskirche mit Pfarrhaus                                                                                  | Straße des Friedens 33 (Karte)                             | 1928 | Putzfassade mit Klinkergliederung, religions-, bau- und ortsgeschichtlich von Bedeutung. Kapelle mit Dachreiter, giebelständig, Klinkergliederungen (Klinkersockel, ansprechende Klinkerrahmung der Fenster), Satteldach, Ansicht des Kapellengiebels durch vier schmale, spitz geschlossene Fenster geprägt, deren Klinkerrahmungen im Brüstungsbereich mit Fischgrätenmuster, Schieferdach, Fassade mit roten Backsteinziegeln und Putz, an den Kapellenbau im rechten Winkel Pfarrhaus mit gleichen Stilelementen angeschlossen, als Sakralbau einer christlichen Glaubensgemeinschaft von religionsgeschichtlichem und baugeschichtlichem Aussagewert, letzterer besteht auch hinsichtlich der Autorschaft von Paulus Zeuner, das Objekt ist ein Zeugnis für das Bauschaffen dieses überregional tätigen Kirchenbaumeisters, durch die Einbettung in ein Bebauungsgebiet, das im Zuge der Vorortentwicklung entstand, verweist der Bau auch auf die Ortsgeschichte. | 08970699 |
| Direkt Bild zu diesem Denkmal hochladen | Villa und Toreinfahrt | Straße des Friedens 37 (Karte)                             | 1907 | Ansprechend gestaltete Villa mit Fachwerk-Elementen, im Landhausstil, ortsentwicklungs- und baugeschichtliche Bedeutung. Zweigeschossiger Bau, asymmetrisch gegliedert, malerisches Erscheinungsbild durch Materialvielfalt, Klinkersockel, darüber unterschiedlich strukturierte Putzbereiche, obere Fassadenpartien durch Zierfachwerk geprägt, Risalit mit Sparrengiebel, Walmdach, alte Haustür, Fenster nur noch teilweise alt, Fledermausgauben, schlichte Putzgliederung, Fensterladen, Teil der im Zuge der Vorortentwicklung Großdeubens entstandenen Villenbebauung, deshalb ortsentwicklungsgeschichtlicher Aussagewert, als Villenbau zeittypischer Ausprägung auch baugeschichtlich von Bedeutung. | 08970700 |
|                                         | Mietshaus in Ecklage Kantstraße                                                                                              | Turnerstraße 11 (Karte)                                    | 1905/1910 | Straßenbildprägender Bau mit original erhaltenen Details und ansprechender Putzgliederung, ortsentwicklungsgeschichtliche Bedeutung. Dreigeschossiger Massivbau (4-1-3 Achsen), verputzt, entsprechend der städtebaulichen Situation verbrochene Ecke, Walmdach, Fassadenbild durch Putzgliederungen bereichert, zwei Mansardgiebel mit Fachwerk, Fenster überwiegend alt, schlichte Putzgliederung, Biberschwanzdeckung, zwei originale Geländer über Fassadenvorsprung, viele originale Details.an beiden Fronten erkerartige Vorlagen, diese mit Fachwerkgiebeln abgeschlossen, Gefache mit Rauputz versehen, auch um die Fenster der Vorlagen Rauputzpartien, an der Ecke des Erdgeschosses einst Laden, Bau im Stil der Reformarchitektur um 1910, dokumentiert Ausdehnung und Veränderung der Ortsstruktur im Zuge der im ausgehenden 19. Jahrhundert begonnenen Vorortentwicklung Großdeubens, deshalb von ortsentwicklungsgeschichtlichem Aussagewert. | 08970697 |
| Weitere Bilder                          | Villa Theodora und Toreinfahrt                                                                                               | Wiesenstraße 1 (Karte)                                     | Um 1895 | Stattliche Gründerzeitvilla mit zahlreichen original erhaltenen Details, Toreinfahrt mit schmiedeeisernem Tor, ortsentwicklungs- und baugeschichtliche Bedeutung. Zweigeschossiger Bau, Putzfassaden über Bruchsteinsockel, Satteldach, Giebel mit Gespärre, Horizontalgliederung durch Putzstreifen, ansonsten Fassadenschmuck auf Fensterrahmungen und -verdachungen konzentriert, straßenseitig Mittelrisalit mit Eingang und großem Treppenhausfenster, vor dem Eingang schmuckreicher, hölzerner Vorbau, auch zweiflüglige Haustür bauzeitlich, schlichte Gliederung der Fassade, Fensterbekrönungen, Fenster original, Fensterläden aus Holz, verzierte Firststeine, „HS“ in Tür, Treppenhausfenster mit farbiger Bleiverglasung in floralen Jugendstilformen, rückwärtig polygonaler Standerker, darüber Austritt für das Obergeschoss, Zeugnis für die um Vorortentwicklung von Probstdeuben, als charakteristisches Villengebäude seiner Entstehungszeit mit vielen ansprechenden Details auch baugeschichtlich von Interesse. | 08970655 |
| Weitere Bilder                          | Herrenhaus (Wiesenstraße 14) und Torhaus (Wiesenstraße 12), Einzeldenkmale der Sachgesamtheit 08970656                       | Wiesenstraße 12, 14 (Karte)                                | Um 1712 (Torhaus); um 1730 (Herrenhaus)                                                                                   | Einzeldenkmale der Sachgesamtheit Rittergut Großdeuben; Barockbauten mit architektonisch anspruchsvoller Überformung um 1900, bau-, orts-, sozial- und kulturgeschichtlich von Bedeutung. - Herrenhaus: rechteckiger, zweigeschossiger Baukörper mit Mansarddach, Massivbau, verputzt, Gewände teilweise in Rochlitzer Porphyrtuff, an den Längsfronten in den Dachbereich reichende Mittelrisalite, an den Schmalseiten Dachhäuser, alle mit Dreiecksgiebeln abgeschlossen, stehende Dachfenster, Putzfassade mit Putzgliederung; Fassadengliederung und -gestaltung durch Umbau von 1897 geprägt, allerdings einige Barockelemente in diese einbezogen, Innenausstattung nach Verfall des Gebäudes in den 1990er Jahren weitgehend verloren; um 1730, George Werner zugeschrieben, 1897 durch Theodor Kösser umgebaut - Torhaus: zweigeschossiger pavillonartiger Mittelteil, davon beidseits eingeschossige Flügel unterschiedlicher Länge, Mittelbau im Erdgeschoss massiv, im Obergeschoss Fachwerk, Flügel massiv, Tordurchfahrt bei Umbau 1907 für Eingangshalle im Innern geschlossen, an den Flügeln dagegen neue Öffnungen geschaffen, Nordfront mit neuer Putzgliederung, quadratischer Grundriss mit Walmdach, West- und Ostflügel auf rechteckigem Grundriss und eingeschossig mit Walmdach; David Schatz zugeschrieben, 1907 durch Peter Dybwad verändert Herrenhaus und Torhaus des Ritterguts Großdeuben sind Zeugnisse der Baukultur vergangener Zeiten im Südraum Leipzig. Hieraus ergibt sich der baugeschichtliche Wert zum einen, zum andern bezieht er sich auf die mit den Bauten verbunden Baumeistern und Architekten, die für die regionale Baugeschichte eine wichtige Rolle spielen. Überdies sind die Denkmalobjekte Zeugnisse der Orts- und Sozialgeschichte. Der barocke Bauherr Peter Hohmann (1662–1732) gehörte zur wirtschafts- und kulturtragenden Oberschicht der Messestadt Leipzig. Seine erfolgreiche Handelstätigkeit brachte ihm nicht nur drei großartige Häuser in Leipzig und zahlreiche Landgüter ein, sondern auch den Adelstitel Ritter von Hohenthal. Die Familie von Hohenthal zählte im 19. Jahrhundert zu den sächsischen Adelsfamilien, die sich unter anderem als Kunstsammler und Mäzene hervortaten. Somit dokumentieren die genannten Bauwerke auch die über Jahrhunderte bestehende tragende Bedeutung, die der Adel und die mit ihm verbundenen Rittergüter für die Wirtschafts- und Sozialstruktur in den ländlichen Bereichen Sachsens hatten. | 09304589 |
| Weitere Bilder                          | Apelstein Nr. 12 (V) | Zehmener Straße (ehemals südlich Gröbern bis 1963) (Karte) | Bezeichnet mit 1863, gesetzt 1861                                                                                         | Gedenkstein zur Erinnerung an die Kämpfe der Völkerschlacht bei Leipzig 1813, 15.000 Mann österreichische Reservetruppen unter General Bianchi gegen Franzosen unter Augereau und Oudinot sowie Poniatowskis Polen, geschichtliche Bedeutung. Apelstein für General Bianchi, österreichisches Regiment, Zeugnis für das historische Geschehen des epochalen Geschichtsereignis Völkerschlacht bei Leipzig und der damit verbundenen Erinnerungskultur. | 08970686 |
| Direkt Bild zu diesem Denkmal hochladen | Villa mit Einfriedung | Zehmener Straße 9 (Karte)                                  | 1911 | Repräsentativer, qualitätvoller Bau im Reformstil, guter Erhaltungszustand, ortsentwicklungs- und baugeschichtliche Bedeutung. Zweigeschossiger Bau, verputzt über Natursteinsockel (Sandstein), hohes Mansardgiebeldach, an der Straßenseite eingezogene Gebäudeecken, hier Traufe von viereckigen Pfeilern gestützt, über dem Mittelteil mit Eingang hoher Giebel, vornehme Wirkung des Gebäudes vor allem durch seine ausgewogenen Proportionen und dem Kontrast von Naturstein und Glattputz erzielt, dazu der Einsatz von Holz an der Traufe und den seitlichen Giebeln, Dekor äußerst zurückhaltend und nur akzentuierend, so an der Rahmung des Hauseingangs, Teil der Villenbebauung, die im Zuge der Entwicklung von Großdeuben zum Vorort von Leipzig entstand, hieraus ortsentwicklungsgeschichtlicher Aussagewert abzuleiten, als herausragendes Beispiel der Villenarchitektur im Reformstil der Zeit um 1910/15, geplant durch den überregional bedeutenden Architekten Theodor Ferber (Berlin) für den in seiner Zeit ebenso wichtigen Bauingenieur Paul Ranft, verkörpert der Bau zudem einen großen baugeschichtlichen Zeugniswert. heute Kinder- und Jugendhaus Großdeuben. | 08970684 |

## Tabellenlegende
- Bild: Bild des Kulturdenkmals, ggf. zusätzlich mit einem Link zu weiteren Fotos des Kulturdenkmals im Medienarchiv Wikimedia Commons. Wenn man auf das Kamerasymbol klickt, können Fotos zu Kulturdenkmalen aus dieser Liste hochgeladen werden:
- Bezeichnung: Denkmalgeschützte Objekte und ggf. Bauwerksname des Kulturdenkmals
- Lage: Straßenname und Hausnummer oder Flurstücknummer des Kulturdenkmals. Die Grundsortierung der Liste erfolgt nach dieser Adresse. Der Link (Karte) führt zu verschiedenen Kartendiensten mit der Position des Kulturdenkmals. Fehlt dieser Link, wurden die Koordinaten noch nicht eingetragen. Sind diese bekannt, können sie über ein Tool mit einer Kartenansicht einfach nachgetragen werden. In dieser Kartenansicht sind Kulturdenkmale ohne Koordinaten mit einem roten bzw. orangen Marker dargestellt und können durch Verschieben auf die richtige Position in der Karte mit Koordinaten versehen werden. Kulturdenkmale ohne Bild sind an einem blauen bzw. roten Marker erkennbar.
- Datierung: Baubeginn, Fertigstellung, Datum der Erstnennung oder grobe zeitliche Einordnung entsprechend des Eintrags in der sächsischen Denkmaldatenbank
- Beschreibung: Kurzcharakteristik des Kulturdenkmals entsprechend des Eintrags in der sächsischen Denkmaldatenbank, ggf. ergänzt durch die dort nur selten veröffentlichten Erfassungstexte oder zusätzliche Informationen
- ID: Vom Landesamt für Denkmalpflege Sachsen vergebene, das Kulturdenkmal eindeutig identifizierende Objekt-Nummer. Der Link führt zum PDF-Denkmaldokument des Landesamtes für Denkmalpflege Sachsen. Bei ehemaligen Kulturdenkmalen können die Objektnummern unbekannt sein und deshalb fehlen bzw. die Links von aus der Datenbank entfernten Objektnummern ins Leere führen. Ein ggf. vorhandenes Icon  führt zu den Angaben des Kulturdenkmals bei Wikidata.